# Pseudopostega diskusi
Pseudopostega diskusi là một loài bướm đêm thuộc họ Opostegidae. Nó là loài duy nhất được tìm thấy ở the Cayo District of miền trung Belize.
Chiều dài cánh trước là 2.8-3.1 mm. Adults are mostly white. Con trưởng thành bay vào tháng 4.